# Filozófiai Írók Tára

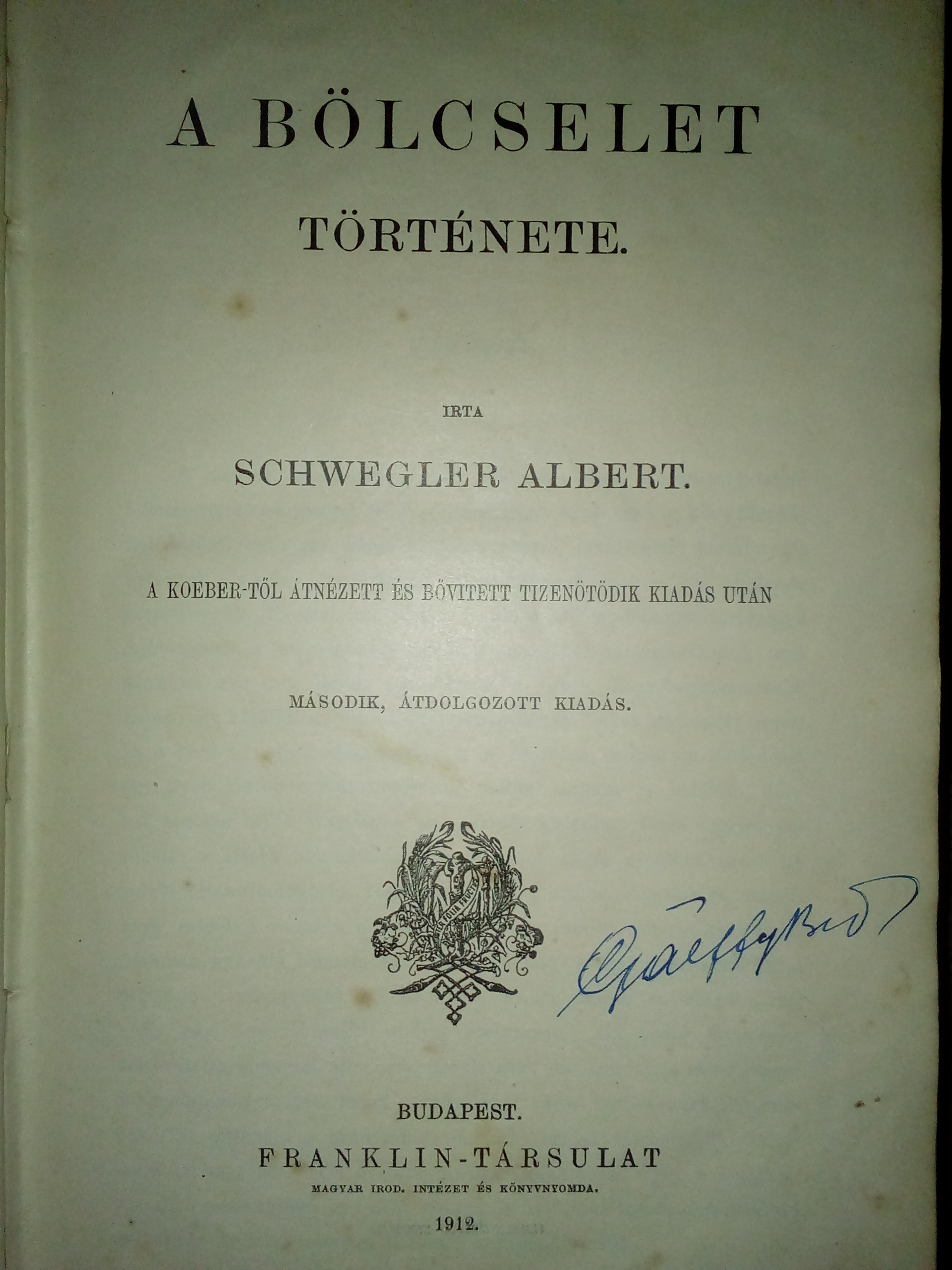
Schwegler Albert. A bölcselet története

A Filozófiai Írók Tára egy 19. század végi – 20. század eleji magyar filozófiai könyvsorozat. Kötetei a következők voltak:
- I. Descartes. I. Értekezés az értelem helyes használatának s a tudományos igazságok kutatásának módszeréről. II. Elmélkedések a metafizikáról. Ford. s magyarázatokkal ellátta Alexander Bernát. (VIII. 180 l.) 1881
- II. Schopenhauer. I. A halálról. – II. A faj élete. – III. A tulajdonságok öröklése. – IV. A nemi szerelem metafizikája. – Az élethez való akarat igenléséről. – VI. Az élet semmiségéről és gyötrelméről. Ford. és magyarázatokkal ellátta Bánóczi József. (VIII. 142 l.) 1882
- III. Hume. Vizsgálódás az emberi értelemről. Ford. és magy. ellátta Alexander Bernát. (VI. 195 l.) 1882
- IV. Taine. Francziaország klasszikus filozófusai a XIX. században. Ford. Péterfy Jenő. (XV, 208 l.) 1884
- V. Alexander Bernát. A XIX. század pesszimizmusa. (Schopenhauer és Hartmann.) A magy. tudományos Akadémia által a Gorove-díjjal jutalmazott pályamű. (152 l.) 1884
- VI. Erdélyi János. A bölcsészet Magyarországon. (VIII, 156 l.) 1884
- VII. Bacon. A novum organum első része. Ford. és magyarázatokkal ellátta Balogh Ármin. (156 l.) 1885
- VIII. kötet. Kant prolegomenái minden leendő metafizikához, mely tudományként fog szerepelhetni. Ford. és bevezetéssel ellátta Alexander Bernát. (XIII és 124 l.) Bpest, 1897. uo.
- IX. kötet. Kant. A tiszta ész kritikája. Forditották és magyarázták Alexander Bernát és Bánóczi József. (XVIII és 693 l.) Bpest, 1892. uo.
- X. kötet. Platon válogatott művei. I. kötet. Gorgias. Philebos. Görögből forditotta s bevezetéssel ellátta Péterffy Jenő. (198 l.) Bpest, 1893. uo.
- XI. kötet. Platon válogatott művei. II. kötet. – Euthyphron. Sokrates védekezése. Kriton. Paidon. Görögből forditotta, bevezetésekkel ellátta Gyomlay Gyula. Bpest, 1893. uo.
- XII. kötet. Diderot válogatott filozófiai művei. I. Forditotta Kohu Samu. Bevezetéssel ellátta Alexander Bernát. (145 l.) Bpest, 1896. uo.
- XIII. kötet. Diderot válogatott filozófiai művei. II. Forditotta és bevezetéssel, magyarázatokkal ellátta Alexander Bernát. (VIII és 355 l.) Bpest, 1900. uo.
- XIV. kötet. Sebestyén Károly. A görög gondolkodás kezdete Thalestől Sokratesig. Az összes töredékek forditásával. (233 l.) Bpest, 1898. uo.
- XV. kötet. Alexander Bernát: Diderot-tanulmányok. (XVI és 259 l.) Bpest, 1900. uo.
- XVI. kötet. Sebestyén Károly. A cinikusok. Tanulmány az antik ethika köréből. (193 l.) 1902
- XVII. kötet. Schopenhauer. Az akarat szabadságáról. Fordította és magyarázatokkal ellátta Kelen F. (126 l.) 1903
- XVIII. kötet. Spinoza. Tractatus theologico-politicus. Fordították, jegyzetekkel és magyarázatokkal ellátták. Posch Árpád és Rencz János dr. (350 l.) 1903
- XIX. kötet. Schwegler Albert. A bölcselet története. A Koebertől átnézett és bővített 15. kiadás után fordította dr. ifj. Mitrovics Gyula. (547 l.) 1904
- XX. kötet. Leibnitz. Értekezések. Fordították dr. Bauer Simon és dr. Vida Sándor. (224 l.) 1907
- XXI. kötet. Berkeley. I. Három párbeszéd Hylas és Philonous közt. II. Értekezés a látásnak egy új elméletéről. Fordította, életrajzzal és jegyzetekkel ellátta dr. Dienes Valéria. (234 l.) 1909
- XXII. kötet. Platon válogatott művei. III. kötet. Symposion. Phaidros. Görögből fordította, bevezetéssel és jegyzetekkel ellátta dr. Dercsényi Móric. (164 l.) 1909
- XXIII. kötet. Nietzsche Frigyes. A tragédia eredete vagy görögség és pesszimizmus. Fordította és bevezetéssel ellátta Fülep Lajos. (VIII, 261 l.) 1910
- XXIV. köt. Morus Tamás. Utópia. Fordította és magyarázatokkal ellátta Kelen Ferenc. (184 l.) 1910
- XXV. Pascal [Blaise]: Gondolatok. Fordította, magyarázó tanulmánnyal és jegyzetekkel ellátta: Nagy József. 1912. 236 l.
- XXVI. Condillac: Értekezés az érzetekről. Fordította, Condillac életrajzával, gondolkodása összefoglalásával és jegyzetekkel ellátta: Jancsovics Ferenc. 1913. 264 l.
- XXVII. Bruno Giordano: Párbeszédei az okról, elvről és egyről és a végtelenről, a világegyetemről és a világokról. Olaszból fordította s bevezető tanulmánnyal és jegyzetekkel ellátta: Szemere Samu. 1913. LIX, 267 l.
- XXVIII. Aristoteles: A lélekről. Ford. s bevez. és jegyzetekkel ell.: Förster Aurél. 1915. 110 l.
- XXIX. Spinoza [Baruch]: Ethikája. Ford.: Balogh Ármin–Alexander Bernát. Bevezette: Alexander Bernát. 1918. XXVII, 313 l.